# Euchrysops kama
Euchrysops kama är en fjärilsart som beskrevs av Henry Trimen 1862. Euchrysops kama ingår i släktet Euchrysops och familjen juvelvingar. Inga underarter finns listade i Catalogue of Life.